# MediaCoder
MediaCoder — транскодировщик аудио и видео для Windows, разработанный Стенли Хуангом (англ. Stanley Huang), использующий различные аудио и видео кодеки и инструменты для преобразования различных аудио и видео форматов при поддержке технологии CUDA. В общие цели программы включается сжатие данных, конвертирование файлов и извлечение звука из видео файлов. Поддерживаются многие форматы, включая MP3, Vorbis, AAC, Windows Media Audio, RealAudio, WAV, Opus, H.264, H.265 (experimental), VP8, VP9, Xvid, DivX 4 / 5, MPEG-2, AVI, CD и DVD.
В декабре 2009-го Стенли Хуанг объявил, что проект перестанет быть свободным. С того момента проект стал проприетарным adware с закрытым исходным кодом. В июне 2009-го MediaCoder был добавлен в «Зал Позора» на домашней странице проекта FFmpeg, где перечислены проекты, нарушающие условия лицензии LGPL.

## Поддерживаемые форматы
- MP3, Ogg Vorbis, AAC, AAC+, AAC+V2, Musepack, WMA, RealAudio, Dirac, Speex, AMR, mp3PRO, Opus
- FLAC, WavPack, Monkey's Audio, OptimFROG, Apple Lossless, WMA Lossless, WAV/PCM
- H.264, H.265 (experimental), VP8, VP9, Xvid, DivX, MPEG 1/2/4, H.263, Flash Video, 3ivx, RealVideo, Windows Media, Theora
- AVI, MPEG-2/VOB, Matroska, MP4, RealMedia, ASF/WMV, QuickTime, Ogg Media
- CD, VCD, DVD, Cue sheet

## Версии
На текущий момент имеются несколько редакций данной программы:
- MediaCoder Audio Edition — версия, оптимизированная для транскодирования аудиофайлов и копирования аудиодорожек с компакт-дисков на жёсткий диск. По заверению разработчика, интерфейс данной редакции более адаптирован на настройки аудиокодирования и лишён специфических параметров за ненадобностью.
- MediaCoder Full Edition — полная версия, включающая в себя почти всю функциональность программы с целым рядом ограничений.
- MediaCoder Premium Edition — полная версия, включающая в себя всю функциональность программы.
- MediaCoder CLI Edition — эта редакция не имеет графического интерфейса, так как предназначена для интеграции в какой-либо другой программный продукт.
- MediaCoder Device Editions — редакции, оптимизированные под транскодирование медиафайлов для последующего их проигрывания на различных портативных аппаратах. Предусмотрены подредакции для iPhone/iPod Edition, PSP Edition. MP3/MP4 player Edition, 3GP Mobile phone Edition

## Награды
В июле 2010 года, в тесте журнала Chip восьми конвертеров, MediaCoder 0.7.3 занял 1 место, получив награды «лучший продукт» и «оптимальный выбор».

## Критика
В октябре 2010 года, журнал Upgrade в своем обзоре MediaCoder 0.7.5, отметил невозможность отключения перехода на рекламные страницы спонсоров, а также долгое отображение программной заставки.